# Смертная казнь в Неваде

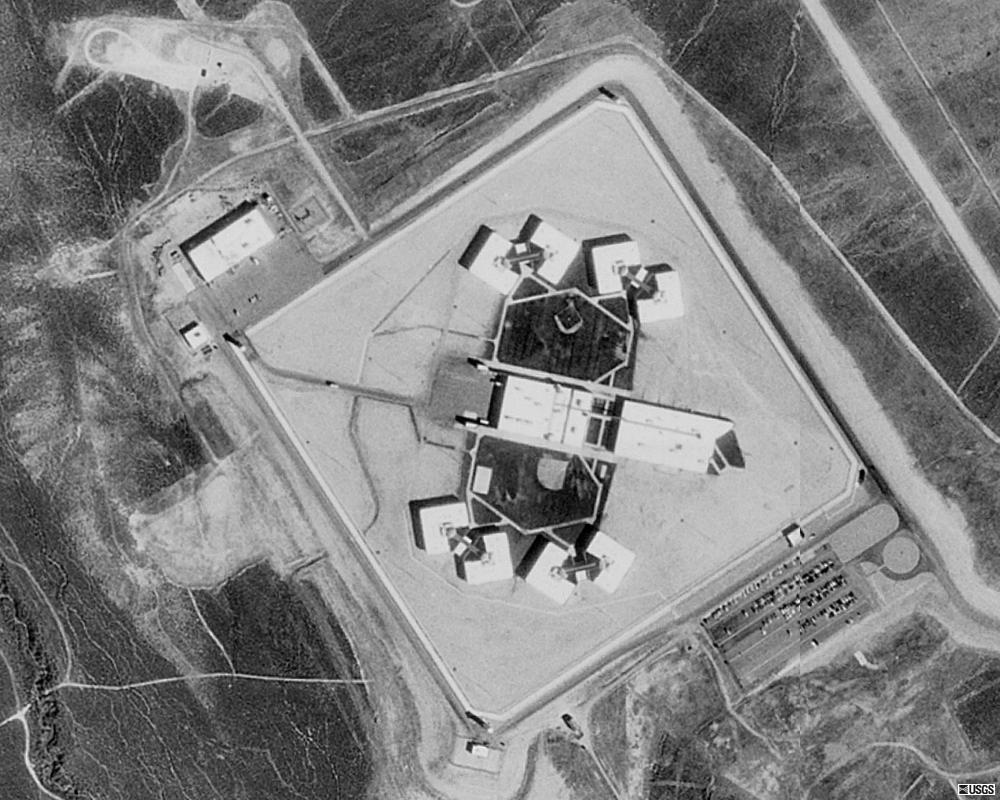
, где с 2016 года находится камера казней

Смертная казнь является законной в Неваде.
В Неваде не проводилось казней с 2006 года, отчасти из-за нехватки препаратов, используемых при приведении в исполнение смертельных инъекций. В апреле 2021 года Ассамблея штата Невада приняла законопроект, который бы отменил закон о смертной казни. Однако сенат штата ничего не предпринял по этому вопросу после того, как губернатор Стив Сайсолак заявил, что, по его мнению, некоторые преступления заслуживают смертной казни, предположив, что он наложит вето на законопроект. Согласно опросу, проведённому в январе 2021 года, 46 % жителей Невады поддерживают смертную казнь, в то время как 49 % выступают против неё. Последним человеком, казнённым в штате, был осуждённый убийца Дэрил Мак.

## История

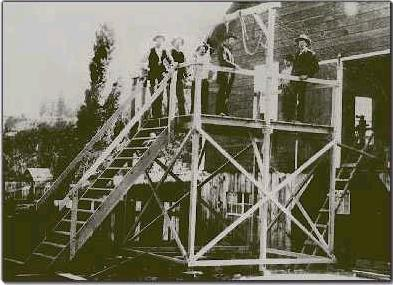
Повешение было методом исполнения большинства казней до 1924 года

Первой зарегистрированной казнью на территории, которая сейчас является Невадой, было повешение Джона Карра за убийство Бернарда Черри из Карсон-Сити 30 ноября 1860 года, а первой зарегистрированной законной казнью на территории Невады было повешение Аллена Милстеда за убийство комиссара округа Лайон Т. Варни в Рэгтауне. С момента восстановления смертной казни в 1976 году было казнено 12 человек. Последняя казнь (на 2023 год) была исполнена в 2006 году, когда Дэрил Мак был казнён за убийство. По данным на 2021 год, в камерах смертников находилось 64 человека.
Элизабет Поттс, которая была повешена в 1890 году, стала единственной женщиной, законно казнённой в штате, вместе со своим мужем Джосайей Поттсом, за убийство и частичное расчленение Майлза Фаусетта.
Повешение было методом казни, предписанным законом с 1860 по 1921 год. В 1903 году единственным местом проведения законных казней стала тюрьма штата Невада. В ответ на предпочтения мормонов Законодательное собрание штата Невада в 1910 году приняло закон, вступивший в силу в январе 1911 года, позволяющий осуждённым выбирать между расстрелом и повешением. 14 мая 1913 года Андриза Миркович стал единственным заключённым в Неваде, казнённым путём расстрела. Так как начальник тюрьмы штата Невада не смог найти пятерых человек для формирования расстрельной команды, для казни Мирковича была построена расстрельная машина. Закон 1921 года сделал газовую камеру единственным средством казни. Он использовался с момента казни Джи Джона в 1924 году до казни Джесси Бишопа в 1979 году, оба раза в тюрьме штата Невада. Невада стала первым штатом, узаконившим применение смертельного газа в качестве способа исполнения смертной казни. В период с 1924 по 1979 годы в газовой камере в Неваде было казнено в общей сложности 32 человека. Смертельная инъекция стала единственным методом казни в Неваде к 1985 году, начиная с казни 47-летнего Кэрролла Коула.
В мае 2012 года тюрьма штата Невада была закрыта, но по-прежнему считалась местом казней. С 2016 года камера казней находится в государственной тюрьме Эли, но с тех пор ни разу не использовалась.